# Климов (Белгородская область)
Климов — хутор в Алексеевском районе Белгородской области России. В рамках организации местного самоуправления входит (с апреля 2018) в муниципальное образование Алексеевский городской округ.

## География
Расположен в восточной части области, в 21 км к юго-западу от районного центра, города Алексеевки.
Улица одна: ул. Степная.

## История
Упоминается в Памятной книжке Воронежской губернии за 1887 год как «хуторъ Климовъ» Наголенской волости Бирюченского уезда. Число жителей обоего пола — 476, число дворов — 55.
С 1993 года — в составе Хрещатовского сельского округа.
С 2004 года до апреля 2018 года входила в состав Хрещатовского сельского поселения, после чего муниципальный район «Алексеевский район и город Алексеевка» и все входившие в него поселения были упразднены и объединены в одно единое муниципальное образование Алексеевский городской округ.

## Население
| 1859 | 2002 | 2010 |
| ---- | ---- | ---- |
| 365  | ↘33  | ↘23  |

## Инфраструктура
Личное подсобное хозяйство.
Основа экономики — сельское хозяйство.

## Транспорт
Деревня доступна автотранспортом. Остановка общественного транспорта «Климов (Белгородская область)». 